# Питикэ, Джеорджета
Джеорджета Питикэ (рум. Georgeta Pitică, 5 июля 1930 — 13 октября 2018), в замужестве взявшая фамилию Стругару (рум. Strugaru) — румынская спортсменка, игрок в настольный теннис, призёрка чемпионатов мира и Европы. Заслуженный мастер спорта Румынии (1961).

## Биография
Родилась в 1930 году в Фетешти.
В 1958 году стала обладательницей серебряной медали чемпионата Европы в составе команды.
На чемпионате Европы 1960 года завоевала бронзовую медаль в смешанном парном разряде.
В 1961 году завоевала золотую медаль чемпионата мира в парном разряде, и стала обладательницей бронзовой медали в составе команды.
На чемпионате мира 1963 года стала обладательницей серебряной медали в составе команды.